# ЖФК «Крылья Советов» в сезоне 2011
Сезон 2011 — 1-й сезон для «Крыльев Советов» (Самара) в чемпионате России. В дебютном 2011 году «Крылья Советов» провели 22 матча и в 16 матчах были одержаны победы (одна техническая). Два матча были сыграны вничью и 4 проиграны. Разница мячей 61-21. Лучшим защитником первого дивизиона признана Валентина Орлова.

## Состав команды
Заявка команды на сезон

| № |    | Поз. | Имя                  | Год рождения |
| - | -- | ---- | -------------------- | ------------ |
|   | 1  | Вр   | Анастасия Кочешкова  | 03.04.1993   |
|   | 2  | Защ  | Елена Королёва       | 03.05.1995   |
|   | 3  | Защ  | Айгерим Нсанбаева    | 22.01.1993   |
|   | 4  | Защ  | Анастасия Юсупова    | 06.10.1996   |
|   | 5  | ПЗ   | Анна Морозова        | 16.09.1992   |
|   | 6  | Нап  | Полина Тельпуховская | 29.08.1996   |
|   | 7  | Защ  | Дарья Мещерякова     | 22.03.1993   |
|   | 8  | ПЗ   | Анастасия Поздеева   | 12.06.1993   |
|   | 9  | Нап  | Анна Делёва          | 11.04.1993   |
|   | 10 | ПЗ   | Валентина Орлова     | 19.04.1993   |

| № |    | Поз. | Имя                 | Год рождения |
| - | -- | ---- | ------------------- | ------------ |
|   | 11 | ПЗ   | Кристина Шамарина   | 08.01.1992   |
|   | 12 | ПЗ   | Лилия Лебединец     | 24.07.1977   |
|   | 13 | ПЗ   | Шахризада Насырова  | 10.12.1993   |
|   | 14 | ПЗ   | Анастасия Соколова  | 14.11.1994   |
|   | 15 | Вр   | Мария Кононюк       | 15.10.1994   |
|   | 16 | ПЗ   | Дарья Ненашева      |              |
|   | 17 | ПЗ   | Оксана Норкина      | 02.02.1979   |
|   | 18 | Нап  | Асель Ахметова      | 02.10.1995   |
|   | 19 | Нап  | Елизавета Варичкина | 05.01.1996   |

Валентина Орлова вызывалась в сборную России. В составе национальной сборной сыграла 26 октября в матче против сборную Италии.
Дарья Мещерякова, Елена Королёва и Полина Тельпуховская вызывались в юниорскую сборную России для участия в матчах элитного раунда Чемпионата Европы—2011.
| №  | Игрок                      | Дания (U—17) (21.04.2011) 0:5 | Германия (U—17) (23.04.2011) 0:9 | Финляндия (U—17) (26.04.2011) 0:2 |
| -- | -------------------------- | ----------------------------- | -------------------------------- | --------------------------------- |
| 1  | Дарья Мещерякова (вр)      | 90 мин.                       | 90 мин.                          | 90 мин.                           |
| 7  | Полина Тельпуховская (пз.) | запас.                        | 35 мин.                          | 90 мин.                           |
| 17 | Елена Королёва (защ.)      | 90 мин.                       | 65 мин.                          | 90 мин.                           |

## Выступления в турнирах
| Турнир                               | Этап               | Место | И  | В  | Н | П | М    | О  | Примечание |
| ------------------------------------ | ------------------ | ----- | -- | -- | - | - | ---- | -- | ---------- |
| Чемпионат России первый дивизион     | Зона «Центр-Волга» | 1     | 12 | 10 | 1 | 1 | 41-7 | 31 | [ 7 ]      |
| Чемпионат России первый дивизион     | Финал              | 7     | 6  | 3  | 1 | 2 | 6-7  | 10 | [ 8 ]      |
| «Gothia Cup» (группа Girl-19) Швеция | Групповой          | 1     | 3  | 3  | 0 | 0 | 10-0 | 9  |            |
| «Gothia Cup» (группа Girl-19) Швеция | ⅛ финала           |       | 1  | 0  | 0 | 1 | 4-7  | 0  |            |

## Чемпионат России. Первый дивизион. Зона «Центр-Волга»

### Турнирная таблица
| М | Команда                   | И  | В  | Н | П | Мячи    | ±   | О  | Примечания |
| - | ------------------------- | -- | -- | - | - | ------- | --- | -- | ---------- |
| 1 | «Крылья Советов» (Самара) | 12 | 10 | 1 | 1 | 41 − 7  | +34 | 31 | финал      |
| 2 | «Мордовочка-М» (Саранск)  | 12 | 9  | 2 | 1 | 33 − 5  | +28 | 29 | —          |
| 3 | «Мирас» (Казань)          | 12 | 7  | 1 | 4 | 13 − 12 | +1  | 22 | финал      |
| 4 | «Зенит-Ижевск» (Ижевск)   | 12 | 4  | 1 | 7 | 22 − 21 | +1  | 13 | —          |

И — игры, В — выигрыши, Н — ничьи, П — проигрыши, Мячи — забитые и пропущенные голы, ± — разница голов, О — очки

### Статистика выступлений
| Итого | Итого | Итого | Итого | Итого | Итого | Итого | Итого | Дома | Дома | Дома | Дома | Дома | Дома | На выезде | На выезде | На выезде | На выезде | На выезде | На выезде |
| И     | О     | В     | Н     | П     | МЗ    | МП    | РМ    | В    | Н    | П    | МЗ   | МП   | РМ   | В         | Н         | П         | МЗ        | МП        | РМ        |
| ----- | ----- | ----- | ----- | ----- | ----- | ----- | ----- | ---- | ---- | ---- | ---- | ---- | ---- | --------- | --------- | --------- | --------- | --------- | --------- |
| 12    | 31    | 10    | 1     | 1     | 41    | 7     | +34   | 5    | 1    | 0    | 22   | 4    | +18  | 5         | 0         | 1         | 19        | 3         | +16       |

### Матчи
В связи с участием в Кубке Мира игры команды переносились.
| 2 июля 2011 2 тур | Ника                          | 0:6           | Крылья Советов                                                      | Казань                                                          |
| | Сибаева 31' · Халимдарова 81' | [ 10 ] [ 11 ] | 8′, 42′ Поздеева · 38′, 77′ Делёва · 45′ Тельпуховская · 61′ Орлова | Стадион: Баско Зрителей: 200 Судья: Михаил Небогатиков (Казань) |
| Ника: Киселева ( 64' Лазарева), Султанова, Евдокимова, Биктимирова, Ларионова ( 46' Бересневич), Халимдарова , Никишина ( 30' Десятникова, 54' Салихова), Макшеева ( 12' Пальчикова), Лисачева, Елакова ( 24' Сорокина), Сибаева ( 68' Котягина) · Крылья Советов: Кочешкова, Шамарина , Поздеева, Орлова, Королёва ( 66' Морозова), Юсупова, Нсанбаева, Соколова, Делёва, Лебединец ( 53' Норкина), Тельпуховская |                               |               |                                                                     |                                                                 |

| 8 июля 2011 4 тур | Крылья Советов                                            | 5:1    | Мирас                                           | Самара                                                        |
| | Делёва 4′ · Шамарина 27′ · Поздеева 39′, 52′ · Орлова 76′ | [ 12 ] | 5' Дремова · 25' Шарафетдинова · 62′ Исмагилова | Стадион: ЦСК ВВС Зрителей: 200 Судья: Марина Мамаева (Самара) |
| Крылья Советов: Кочешкова, Шамарина , Поздеева, Орлова, Королёва, Юсупова, Нсанбаева, Соколова, Делёва, Лебединец ( 46' Насырова), Тельпуховская · Мирас: Месякова, Быкова ( 74' Муллагалеева), Шарафетдинова, Габдрахманова ( 59' Шанталинская), Кириллова, Дремова , Рамазанова ( 18' Кузьмина), Никонова, Исмагилова Альбина, Исмагилова Алина, Сабирова |                                                           |        |                                                 |                                                               |

| 31 июля 2011 7 тур | Мариэлочка    | 1:4 | Крылья Советов                                       | Йошкар-Ола                                                      |
| | Доедалина 90′ |     | 7′ Делёва · 52′ Поздеева · 57′ Шамарина · 63′ Орлова | Стадион: Дружба Зрителей: 500 Судья: Олег Поглазов (Йошкар-Ола) |
| Мариэлочка: Щеклеина, Чеснокова ( 72' Осипова), Рената Горинова, Семенова, Павлова, Воронцова ( 90' Макарова), Свистунова, Доедалина, Соловьева ( 70' Свинина), Надежда Горинова, Пичугина ( 90' Чиркова) · Крылья Советов: Кочешкова, Шамарина , Поздеева, Орлова, Юсупова, Нсанбаева ( 64' Тельпуховская), Соколова, Делёва, Лебединец ( 78' Королёва), Морозова, Насырова ( 56' Кононюк) |               |     |                                                      |                                                                 |

| 6 августа 2011 11 тур | Мирас        | 0:1 | Крылья Советов              | Казань                                                         |
| | Кузьмина 80' |     | 53′ Поздеева · 86' Насырова | Стадион: Мирас Зрителей: 300 Судья: Наиль Сейфетдинов (Казань) |
| Мирас: Месякова, Габдрахманова, Кириллова, Сунгатуллина, Шанталинская, Дремова , Рамазанова, Никонова, Ахметханова ( 46' Исмагилова Алина, 68' Андрющенко), Исмагилова Альбина ( 58' Кузьмина), Сабирова · Крылья Советов: Кочешкова, Шамарина , Поздеева, Орлова, Юсупова, Королёва, Нсанбаева, Соколова, Тельпуховская ( 58' Лебединец, 81' Насырова), Делёва, Морозова |              |     |                             |                                                                |

| 27 августа 2011 3 тур | Крылья Советов | 3:0        | Ника | Самара |
|                       |                | тех.победа |      |        |

| 4 сентября 2011 6 тур | Крылья Советов                                                           | 6:1    | Зенит-Ижевск  | Самара                                                       |
| | Соколова 7′ · Орлова 17′ · Поздеева 24′ · Шамарина 30′, 83′ · Делёва 89′ | [ 13 ] | 12′ Бабушкина | Стадион: ЦСК ВВС Зрителей: 300 Судья: Марина Примак (Самара) |
| Крылья Советов: Кочешкова, Шамарина , Поздеева, Орлова, Юсупова ( 67' Насырова), Королёва, Нсанбаева, Соколова, Тельпуховская ( 57' Лебединец), Делёва, Морозова ( 46' Мартынова) · Зенит-Ижевск: Светлакова ( 35' Холмогорова), Мухаметшина ( 85' Исупова), Коротких, Распопова ( 87' Суслова), Сумина, Бабушкина ( 25' Лукина), Манойлова, Зыкова, Ананина, Кузнецова, Мухаметдинова ( 81' Воронова) |                                                                          |        |               |                                                              |

| 7 сентября 2011 8 тур | Виват-Волжанка-СДЮШОР-14 | 0:5 | Крылья Советов                                               | Саратов                                                     |
| | Чеканова 86'             |     | 49′ Делёва · 71′ Поздеева · 74′, 85′ Соколова · 90′ Шамарина | Стадион: Салют Зрителей: 200 Судья: Артем Кошелев (Саратов) |
| Виват-Волжанка-СДЮШОР-14: Пахомкина, Галактионова, Сарсикенова, Чеканова, Юхаева, Везикова, Минькеева ( 53' Арбузова), Питченко, Камзолова, Гаврик, Кирпичева ( 24' Калинюк, 64' Прибыткова) · Крылья Советов: Кочешкова, Шамарина , Поздеева, Орлова ( 82' Андронова), Юсупова, Королёва, Нсанбаева, Соколова, Тельпуховская ( 74' Насырова), Делёва, Лебединец ( 34' Мартынова, 61' Морозова) |                          |     |                                                              |                                                             |

| 12 октября 2011 14 тур | Крылья Советов                 | 3:0 | Виват-Волжанка-СДЮШОР-14 | Самара                                                        |
| | Поздеева 14′, 70′ · Орлова 19′ |     |                          | Стадион: ЦСК ВВС Зрителей: 100 Судья: Марина Мамаева (Самара) |
| Крылья Советов: Кочешкова, Шамарина , Поздеева, Орлова, Королёва, Нсанбаева, Соколова, Тельпуховская, Делёва, Насырова ( 46' Мартынова), Морозова ( 54' Норкина, 79' Ненашева) · Виват-Волжанка-СДЮШОР-14: Пахомкина, Галактионова , Сарсикенова, Чеканова, Юхаева, Минькеева ( 83' Кирпичева), Питченко, Арбузова, Гаврик, Калинюк, Камзолова |                                |     |                          |                                                               |

| 16 октября 2011 13 тур | Зенит-Ижевск      | 1:3 | Крылья Советов                                      | Ижевск                                                                 |
| | Мухаметдинова 68′ |     | 2′, 55′ Шамарина · 34' Тельпуховская · 84′ Поздеева | Стадион: Зенит-Ижевск Зрителей: 200 Судья: Станислав Васильев (Ижевск) |
| Зенит-Ижевск: Светлакова ( 46' Холмогорова), Мухаметдинова ( 90' Воронова), Коротких, Распопова, Сумина, Бабушкина , Манойлова, Зыкова, Лукина ( 81' Исупова), Кузнецова, Мухаметшина · Крылья Советов: Кочешкова, Шамарина , Поздеева, Орлова, Соколова, Нсанбаева, Королёва, Тельпуховская, Морозова, Делёва, Насырова |                   |     |                                                     |                                                                        |

| 21 октября 2011 12 тур | Крылья Советов | 1:1 | Мордовочка-М                        | Самара                                                       |
| | Поздеева 85′   |     | 53′ (пен.) Ананьева · 78' Кандымова | Стадион: ЦСК ВВС Зрителей: 300 Судья: Марина Примак (Самара) |
| Крылья Советов: Кочешкова, Шамарина , Поздеева, Делёва, Соколова, Нсанбаева, Королёва, Тельпуховская, Морозова, Насырова ( 69' Варичкина), ( 74' Мещерякова), Ненашева · Мордовочка: Беляева, Жадаева, Ананьева, Жихарева , Шейкина, Чередина, Дмитриенко, Неудачена, Фролова, Кандымова, Филимонова |                |     |                                     |                                                              |

| 26 октября 2011 5 тур | Мордовочка-М | 1:0 | Крылья Советов    | Саранск                                                      |
| | Жихарева 50′ |     | 50' Тельпуховская | Стадион: Старт Зрителей: 50 Судья: Сергей Сарайкин (Саранск) |
| Мордовочка: Беляева, Жадаева, Ананьева, Жихарева , Шейкина, Машкова, Дмитриенко ( 81' Бояркина), Неудачена, Фролова, Кандымова, ( 83' Корнишина), Филимонова · Крылья Советов: Кочешкова, Шамарина , Поздеева, Делёва, Королёва, Морозова, Нсанбаева, Соколова, Насырова, Тельпуховская, Ахметова ( 4' Варичкина, 65' Мещерякова) |              |     |                   |                                                              |

| 30 октября 2011 1 тур | Крылья Советов                                | 4:1    | Мариэлочка     | Самара                                                        |
| | Орлова 12′ · Шамарина 36′ · Насырова 65′, 70′ | [ 14 ] | 73′ Свистунова | Стадион: ЦСК ВВС Зрителей: 100 Судья: Марина Мамаева (Самара) |
| Крылья Советов: Кочешкова, Поздеева , Орлова, Нсанбаева, Насырова ( 75' Ахметова, 86' Варичкина), Соколова, Делёва, Королёва, Тельпуховская, Морозова, Ненашева ( 21' Шамарина) · Мариэлочка: Щеклеина, Чеснокова, Семенова, Горинова, Павлова ( 68' Зубарева), Горинова ( 83' Запевалова), Свистунова, Соловьева ( 90' Чиркова), Воронцова, Пичугина, Доедалина |                                               |        |                |                                                               |

## Чемпионат России. Первый дивизион. Финал. Группа А

### Турнирная таблица
| М | Команда                   | И | В | Н | П | Мячи  | ±  | О | Примечания  |
| - | ------------------------- | - | - | - | - | ----- | -- | - | ----------- |
| 4 | «Кузбасс» (Кемерово)      | 5 | 3 | 0 | 2 | 5 − 3 | +2 | 9 | матч за 5-е |
| 5 | «Крылья Советов» (Самара) | 5 | 2 | 1 | 2 | 5 − 7 | −2 | 7 | матч за 7-е |
| 6 | «ДЮСШ Рекорд» (Иркутск)   | 5 | 1 | 2 | 2 | 4 − 6 | −2 | 5 | матч за 9-е |

И — игры, В — выигрыши, Н — ничьи, П — проигрыши, Мячи — забитые и пропущенные голы, ± — разница голов, О — очки

### Матчи
Финал состоялся в Омске. 
| 12 ноября 2011 1 тур | Крылья Советов | 0:1 | Кузбасс                                     | Омск                                                                |
| |                |     | 15′ Казакова · 51' Казакова · 62' Такмакова | Стадион: Красная звезда Зрителей: 150 Судья: Елена Нуйкина (Калуга) |
| Крылья Советов: Кочешкова, Шамарина , Поздеева, Орлова, Нсанбаева, ( 44' Юсупова), Насырова ( 28' Мещерякова), Соколова, Делёва, Королёва, Тельпуховская, Морозова · Кузбасс: Школьная, Аркель, Трусова, Брюханова, Такмакова, Лычковская, Титова, Бараборкина ( 54' Фисюра), Коваленко, Казакова, Калачикова Виктория |                |     |                                             |                                                                     |

| 13 ноября 2011 2 тур | Чертаново | 6:1 | Крылья Советов      | Омск                                                                           |
| | Аборовичуте 14′, 32′ (пен.), 46′ · Костина 24′ · Прудникова 46′ · Пискунова 48' · Пискунова 54′ · Филиппенкова 58' |     | 62′ (пен.) Поздеева | Стадион: Красная звезда Зрителей: 100 Судья: Ирина Терещенко (Санкт-Петербург) |
| Чертаново: Пиматова, Кондратьева, Прудникова, Мамонова, Сысоева, Соболева ( 50' Титова), Черномырдина, Костина ( 48' Филиппенкова), Данилова, Аборовичуте , Пискунова · Крылья Советов: Кочешкова, Шамарина , ( 53' Нсанбаева), Поздеева, Орлова, Соколова, Делёва, Королёва, Морозова, Тельпуховская, Насырова ( 27' Мещерякова), Юсупова | |     |                     |                                                                                |

| 15 ноября 2011 3 тур | Крылья Советов | 0:0 | ДЮСШ Рекорд | Омск                                                                        |
| | Соколова 24'   |     |             | Стадион: Красная звезда Зрителей: 150 Судья: Елена Харитонова (Стерлитамак) |
| Крылья Советов: Кочешкова, Шамарина , Поздеева, Орлова, Соколова, Делёва, Морозова ( 57' Насырова), Юсупова, Нсанбаева, Мещерякова, Ахметова ( 22' Тельпуховская) · ДЮСШ Рекорд: Никулина, Зиновьева, Фанта, Иванова, Любимова, Дремова ( 50' Тугова, 68' Антипина), Турова, Тырышкина, Касина, Федорова, Шнырова |                |     |             |                                                                             |

| 16 ноября 2011 4 тур | Крылья Советов | 1:0 | СДЮСШОР Иртыш | Омск                                                                           |
| | Шамарина 8′    |     |               | Стадион: Красная звезда Зрителей: 150 Судья: Ирина Терещенко (Санкт-Петербург) |
| Крылья Советов: Кочешкова, Шамарина , Поздеева, Орлова, Соколова, Делёва, Морозова, Юсупова, Мещерякова ( 58' Насырова), Тельпуховская, Варичкина ( 55' Ахметова) · СДЮСШОР Иртыш: Калугина, Нургалиева, Кукоба ( 34' Муравьева), Пузырева, Нургалиева, Галай, Будай , Макаренко, Кучеренко ( 36' Шамсутдинова), Сергеева, Муромцева |                |     |               |                                                                                |

| 18 ноября 2011 5 тур | Крылья Советов                                            | 3:0 | Олимп | Омск                                                                        |
| | Делёва 6′ · Тельпуховская 14′ · Поздеева 28′ · Орлова 49' |     |       | Стадион: Красная звезда Зрителей: 100 Судья: Елена Харитонова (Стерлитамак) |
| Крылья Советов: Кочешкова, Шамарина , Поздеева, Орлова, Соколова, Делёва, Морозова, Юсупова ( 36' Нсанбаева), Мещерякова ( 61' Насырова), Тельпуховская, Мартынова · Олимп: Лазарева, Саакян ( 50' Велиева), Рукина ( 44' Терешкина), Шаповалова, Поварницына, Гаджиева, Чернышова, Петрова, Лапеха ( 65' Куприна), Книжник ( 40' Ромашкина), Рязанцева |                                                           |     |       |                                                                             |

| 20 ноября 2011 за 7 место | Крылья Советов | 1:0 | Агидель | Омск                                                                |
| | Шамарина 57′   |     |         | Стадион: Красная звезда Зрителей: 150 Судья: Елена Нуйкина (Калуга) |
| Крылья Советов: Кочешкова, Шамарина , Поздеева, Орлова, Соколова, Делёва, Морозова, Мещерякова, Тельпуховская, Мартынова ( 70' Юсупова), Насырова · Агидель: Казакова, Лайне, Самехова ( 66' Мухаметшина), Хусаинова, Егорова ( 66' Новикова), Кузьмина, Коротина ( 46' Морозова), Поликарпова ( 36' Ратникова), Суслова , Самигуллина, Чернова |                |     |         |                                                                     |

## Игры и голы
| №.             | Нац.        | Позиция | Игрок                | Всего   | Всего   | Чемпионат 1 этап | Чемпионат 1 этап | Чемпионат финал | Чемпионат финал | Gothia Cup | Gothia Cup |
| №.             | Нац.        | Позиция | Игрок                | Игры    | Голы    | Игры             | Голы             | Игры            | Голы            | Игры       | Голы       |
| Вратари        | Вратари     | Вратари | Вратари              | Вратари | Вратари | Вратари          | Вратари          | Вратари         | Вратари         | Вратари    | Вратари    |
| -------------- | ----------- | ------- | -------------------- | ------- | ------- | ---------------- | ---------------- | --------------- | --------------- | ---------- | ---------- |
| 1              | Флаг России | Вр      | Анастасия Кочешкова  | 17      | -14     | 11               | -7               | 6               | -7              | -          | -          |
| Полевые игроки |             |         |                      |         |         |                  |                  |                 |                 |            |            |
| 2              | Флаг России | Защ     | Елена Королёва       | 13      | 0       | 11               | 0                | 2               | 0               | -          | -          |
| 3              | Флаг России | Защ     | Айгерим Нсанбаева    | 16      | 0       | 11               | 0                | 5               | 0               | -          | -          |
| 4              | Флаг России | Защ     | Анастасия Юсупова    | 13      | 0       | 7                | 0                | 6               | 0               | -          | -          |
| 5              | Флаг России | ПЗ      | Анна Морозова        | 16      | 0       | 10               | 0                | 6               | 0               | -          | -          |
| 6              | Флаг России | Нап     | Полина Тельпуховская | 17      | 2       | 11               | 1                | 6               | 1               | -          | -          |
| 7              | Флаг России | Защ     | Дарья Мещерякова     | 8       | 0       | 2                | 0                | 6               | 0               | -          | -          |
| 8              | Флаг России | ПЗ      | Анастасия Поздеева   | 17      | 14      | 11               | 12               | 6               | 2               | -          | -          |
| 9              | Флаг России | Нап     | Анна Делёва          | 17      | 7       | 11               | 6                | 6               | 1               | -          | -          |
| 10             | Флаг России | ПЗ      | Валентина Орлова     | 15      | 6       | 9                | 6                | 6               | 0               | -          | -          |
| 11             | Флаг России | ПЗ      | Кристина Шамарина    | 17      | 10      | 11               | 8                | 6               | 2               | -          | -          |
| 12             | Флаг России | ПЗ      | Лилия Лебединец      | 6       | 0       | 6                | 0                | -               | -               | -          | -          |
| 13             | Флаг России | ПЗ      | Шахризада Насырова   | 16      | 2       | 10               | 2                | 6               | 0               | -          | -          |
| 14             | Флаг России | ПЗ      | Анастасия Соколова   | 17      | 3       | 11               | 3                | 6               | 0               | -          | -          |
| 15             | Флаг России | Вр      | Мария Кононюк        | 1       | 0       | 1                | 0                | -               | -               | -          | -          |
| 16             | Флаг России | ПЗ      | Дарья Ненашева       | 3       | 0       | 3                | 0                | -               | -               | -          | -          |
| 17             | Флаг России | ПЗ      | Оксана Норкина       | 2       | 0       | 2                | 0                | -               | -               | -          | -          |
| 18             | Флаг России | Нап     | Асель Ахметова       | 5       | 0       | 2                | 0                | 3               | 0               | -          | -          |
| 19             | Флаг России | Нап     | Елизавета Варичкина  | 4       | 0       | 3                | 0                | 1               | 0               | -          | -          |

## Чемпионат мира

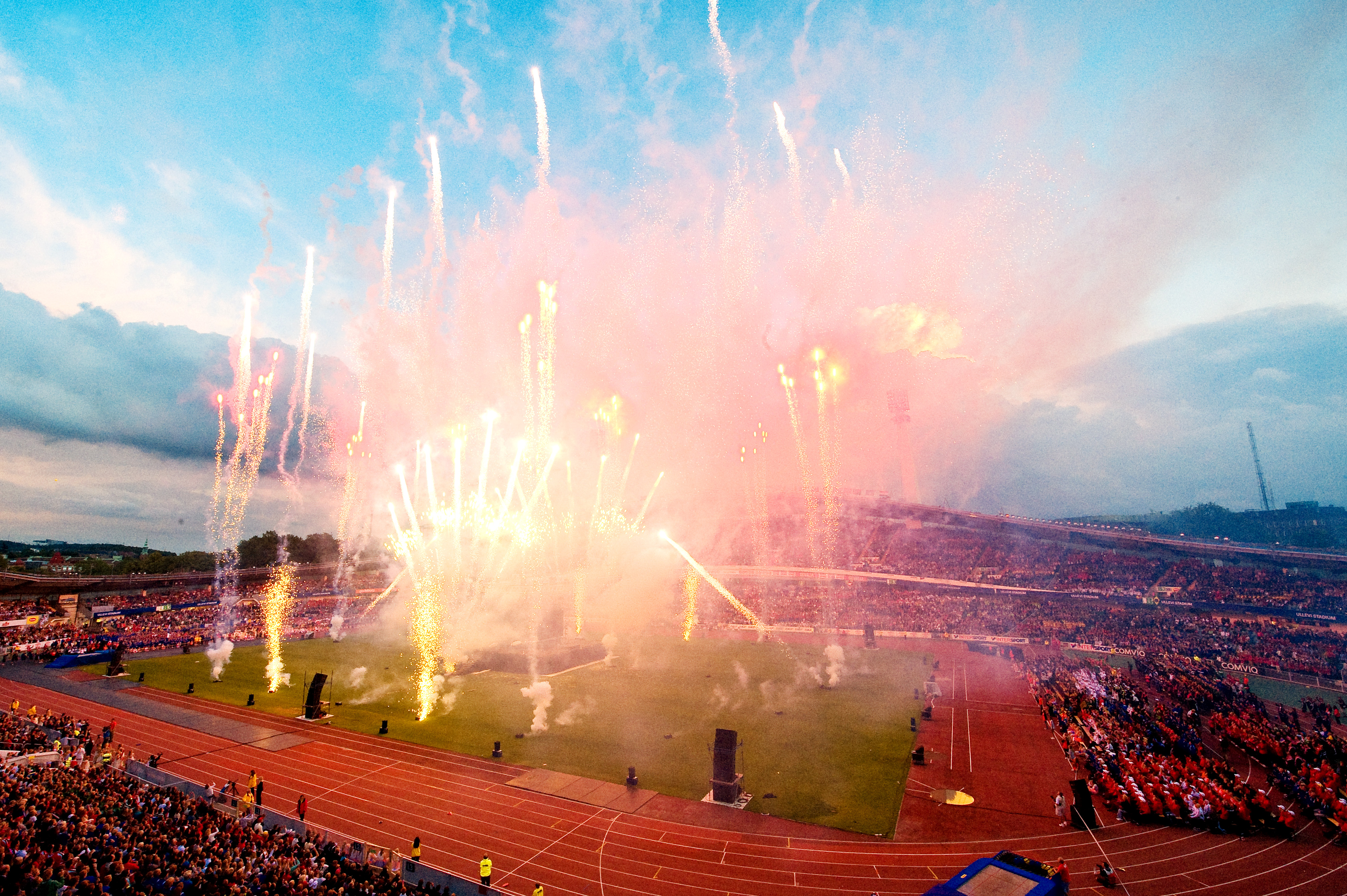
Церемония открытия Gothia Cup в 2011 году

В июле 2011 «Крылья Советов» участвовали в своем первом международном турнире «Gothia Cup» в Швеции, который носит статус неофициального юношеского Кубка мира (группа Girl-19).
| 15 июля 2011 1 тур | Крылья Советов | 1:0 | Hovås Billdal IF |  |

| 16 июля 2011 2 тур | Крылья Советов | 4:0 | «Санкт-Паули» |  |

| 17 июля 2011 3 тур | Крылья Советов | 5:0 | Villastadens IF |  |

| 18 июля 2011 ⅛ финала | Крылья Советов | 4:7 | IFK Fjärås |  |